# Първи Доктор
Първият Доктор е началната инкарнация на Доктора, протагонистът на научнофантастичния сериал на Би Би Си - Доктор Кой. Ролята е изиграна от актьора Уилям Хартнел от 1963 до 1966 година.
В сериала Докторът е извънземен на няколо века Времеви лорд от планетата Галифрей, който пътува през времето и пространството в неговия ТАРДИС (често наричан ВОИК в българските преводи, Времево и Относително Измерение в Космоса), често със спътници, т.нар „компаньони“. Когато Докторът е критично ранен, той може да регенерира; вследствие на което както външния му вид, така и личността му се променят.
Докторът на Хартнел е „оригиналният“ вид на Доктора. Измислянето на регенерацията е заради лекото здраве на Хартнел, поради което той напуска сериала, давайки възможност на сериала да продължи без него. Първият Доктор е най-младата инкарнация на Доктора, но има най-стар външен вид, остарял през живота си. По-късно Докторът изглежда по-млад, но всъщност възрастта му продължава да се увеличава през вековете.

## Биография на героя
Докторът е мистериозно същество и не много неща се знаят за него, освен че има внучка на име Сюзън Форман, и че идват от друга планета и време. Той има кораб, който пътува през времето и пространството на име ТАРДИС (или ВОИК), дегизиран като полицейска кабина (Сюзън забелязва, че преди е могъл да променя външността си, за да се смесва със средата, в която се намира) и е по-голям отвътре. Докторът описва себе си и внучка си като „заточеници“ без да уточнява нищо друго по въпроса. Името на народа на Доктора (Времеви лордове) няма да бъде споменато до последното приключение на Втория Доктор, а планетата му (Галифрей) ще бъде изречена при Третия Доктор.
Първият епизод на сериала започва с няколко учителя в съвременен (1963) Лондон, Иън Честъртън и Барбара Райт, изследват мистерията около Сюзън, ученичка, която е доста объркана дори и разочарована, че всичко, което учат по история и математика в училище е грешно. Проследявайки Сюзън до дома ѝ, те намират ТАРДИСа в склад за отпадъци, като изненадват Сюзън и дядо ѝ – Доктора, който задейства кораба. Така Иън и Барбара са отведени против волята си в годината 1 000 000 пр. Хр и прекарват две години с Доктора, който тогава няма никакъв контрол над навигационната система на кораба си.
Именно тази инкарнация на Доктора се среща с Далеците и Сайбърмените, раси, който ще станат неговите най-лоши врагове. Екипажът също присъства на много исторически събития, като се срещат с Марко Поло в Китай и ацтеките в Мексико. Когато Сюзън се влюбва в Дейвид Кембъл, Докторът я оставя и ѝ позволява да живее собствен живот с любимия ѝ през 22 век на Земята, въпреки че обещава някой ден да се върне. След това към Доктора, Иън и Барбара се присъединява Вики, която спасяват от планетата Дидо.
След като побеждава Сейбърмените, Докторът колабира в ТАРДИСа и регенерира пред удивлените очи на Бен и Поли, получавайки напълно нов външен вид и личност – Вторият Доктор.

## Личност
Още от началото Докторът е мистериозна фигура. Той е крехък старец и все пак притежава неочаквана воля и сила. Дейвид Уитейкър описва Доктора като „крехкоизглеждащ, но жилав и твърд като стара пуйка“. Той има голямо знание относно науката, но не успява да приземи кораба си, както трябва, а внучката му обяснява, че „малко забрява“. В началото показва безпощадност, лъже и в един случай е готов да убие, за да постигне целите си.
Докторът се привързва към спътниците си и винаги е тъжен, когато те трябва да си тръгнат, въпреки че знае, че е за тяхно добро. Отношението на Доктора се „смекчава“ през епизодите от сериала Марко Поло и става фигура на любящ дядо, който децата обичат.

### Външен вид
В оригиналния начален Докторът носи съвременни дрехи, които включват костюм и вратовръзка. След като пилотният епизод е сниман отново, той носи дрехи от Едуардската ера. Първата инкарнация на Доктора носи дървен бастун с извита дръжка. В един случай се вижда как пуши тютюн от лула.